# Рошиори (Бакау)
Рошиори (рум. Roşiori) насеље је у Румунији у округу Бакау у општини Рошиори. Oпштина се налази на надморској висини од 232 m.

## Становништво
Према подацима из 2002. године у насељу је живело 2156 становника, од којих су сви румунске националности.

### Хронологија
| Година       | 1992 | 1993 | 1994 | 1995 | 1996 | 1997 | 1998 | 1999 | 2000 | 2001 | 2002 | 2003 | 2004 | 2005 | 2006 | 2007 | 2008 | 2009 | 2010 | 2011 | 2012 | 2013 | 2014 | 2015 | 2016 | 2017 |
| ------------ | ---- | ---- | ---- | ---- | ---- | ---- | ---- | ---- | ---- | ---- | ---- | ---- | ---- | ---- | ---- | ---- | ---- | ---- | ---- | ---- | ---- | ---- | ---- | ---- | ---- | ---- |
| Становништво | 2096 | 2057 | 2048 | 2064 | 2099 | 2109 | 2095 | 2149 | 2219 | 2241 | 2269 | 2302 | 2357 | 2381 | 2398 | 2387 | 2384 | 2405 | 2392 | 2374 | 2389 | 2394 | 2367 | 2364 | 2398 | 2398 |